# Los Niños de Sara
 (septembre 2017).
Los Niños de Sara (en espagnol « Les Enfants de Sara ») est un groupe de musique flamenco d'origine gitane provenant de la région Languedoc-Roussillon.

## Histoire
Cousins de Nîmes, ils jouent ensemble depuis l'âge de 14 ans. Ils sont décrits comme un croisement entre les Gipsy Kings et Buena Vista Social Club. Ils mélangent la musique cubaine, la rumba catalane et le flamenco (principalement la rumba flamenca) et subissent une influence nord-africaine.

## Discographie

### Albums
- 2006 : España tiene sabor
- 2005 : La Cubanita
- 2003 : Gipsyolé
- 2001 : Cubanita

### Compilations
- 2004 : Oriental Night Club
- 2002 : Club privé : Excellente vie nocturne pour les personnes à la mode
- 2002 : Jan des Bouvrie Limited
- 2001 : Voile rouge à Saint-Tropez, vol. 2
- 2007 : Latin Moderns, vol. 2
- 1999 : L'Essentiel
- 1996 : The Album

## Membres
- Antonio Contreras : chant, guitare
- Ramón Campos : guitare
- Santiago Lorente : guitare
- Coco : percussions
- Franck Helwina
- Brigitte Lorente : producteur manager et régisseur du groupe